# Прапор Опішні
Пра́пор Опі́шні — селищна хоругва Опішні, затверджена 8 жовтня 2009 р. рішенням сесії Опішнянської селищної ради.
Прапор — квадратне полотнище, яке складається з двох рівновеликих вертикальних смуг — зеленої від древка та жовтої з вільного краю, у центрі — герб селища, обрамований золотим картушем і увінчаний срібною міською короною.